# Norbert Schellberg
Norbert Schellberg (* 5. August 1960 in Duisburg) ist ein deutscher Politiker (Bündnis 90/Die Grünen) und angestellter Lobbyist beim Verband Forschender Arzneimittelhersteller. Er war von 1995–1999 Mitglied des Berliner Abgeordnetenhauses.

## Leben
In den 1990er Jahren war er Landesgeschäftsführer von Bündnis 90/Die Grünen in Berlin und Mitglied des Abgeordnetenhauses. 1999 bis 2007 hat er in verschiedenen Funktionen für die grüne Bundestagsfraktion gearbeitet (u. a. als Bund-Länder-Koordinator) und dabei in der rot-grünen Regierungszeit den Fraktionsvorstand beraten. Von Januar 2010 bis Februar 2016 war er Kreisvorsitzender des Kreisverbandes Steglitz-Zehlendorf von Bündnis 90/Die Grünen. Innerhalb der Partei gilt er als „Oberrealo“ und vertritt das Konzept der „Grünen Eigenständigkeit“; die Idee, nicht ausschließlich mit der SPD (sondern auch mit der CDU, wie in Zehlendorf) Regierungen zu bilden.
Beim Verband Forschender Arzneimittelhersteller (vfa) war er unter anderem Ansprechperson für den Dialog der Forschenden Pharmaunternehmen mit den Kirchlichen Hilfswerken, bei dem es um die Versorgung armer Länder mit bezahlbaren Medikamenten geht. Diese Zusammenarbeit wird vom ehemaligen SPD-Bundestagsabgeordneten Wolfgang Wodarg kritisiert, der meint, dass „der VfA den Eindruck“ erwecke, „als sei er mit der ethischen Kompetenz einer kirchlichen Organisation ausgestattet.“ Seit Mai 2007 ist er beim vfa als Senior Referent zuständig für Wirtschafts- und Standortpolitik und koordiniert die Verbandsarbeit im Pharmadialog der Bundesregierung.